# Shenzhou International
Shenzhou International Group Holdings Limited (HKEX: 2313) er en kinesisk tøjproducent med hovedkvarter i Ningbo, Zhejiang.
Shenzhou International produkter strikket tøj og er Kinas største eksportør af striktøj. I blandt deres kunder er virksomheder som Nike Inc., Adidas og Uniqlo.